# Morpheus (Hvězdná brána)
Morpheus je 2. epizoda 10. řady sci-fi seriálu Hvězdná brána.

## Děj epizody
Poté, co se SG-1 dozví, že Oriové úspěšně přepadli šest dalších planet, odchází hvězdnou bránou na planetu Vagonbrei najít Antickou zbraň, která jak věří Dr. Daniel Jackson je klíčem k porážce Oriů. SG-1 a červený tým vedený Dr. Reimerem objeví vesnici, ve které všichni obyvatelé umřeli na záhadnou nemoc. Nejvíce zvláštní je skutečnost, že většina z nich zemřela ve svých postelích.
Předtím, než mohou rozluštit co to způsobilo, jsou sami infikovaní nemocí, která jak se dozvědí se nazývá prokletí Morgany Le Fay. Ve skutečnosti je to parazit, který se živí melatoninem a serotoninem. Oni objeví, že parazit navodí nutkání spánku, a jakmile je mozek ve stavu spánku, parazit se krmí ještě více a zvětšuje se, až dokud infikovaná osoba nedostane mozkovou mrtvici. Podplukovník Cameron Mitchell a Teal'c se vydávají najít nějaký lék, který by mohl být přírodním prostředí planety, zatímco Daniel Jackson a podplukovník Samantha Carterová pokračují v pátrání po důkazu o zbrani, kterou Merlin vytvořil pro boj s Orii. Všichni zároveň bojují se spánkem a snaží se zůstat vzhůru.
Mezitím na Zemi, se Vala Mal Doran pokouší biflovat kvůli svému psychologickému hodnocení, které je povinna absolvovat. Když jde nakonec ke zkoušce, je tak nervózní, že se pokusí zkoušku zfalšovat a následkem toho se ještě více zesměšní před překvapeným zkoušejícím. Vala se tím trápí, ale navštíví ji Richard Woolsey, který jí nabízí, že hodnocení Valy bude dobré, jestliže ona bude souhlasit s tím, že bude dělat špiona poskytujícího informace o aktuálním dění v SGC organizaci International Oversight Advisory.
Na planetě Teal'c a Mitchell prochází jeskyní a pátrají po nějakém zvířeti, které si možná vyvinulo rezistenci k chorobě. Najdou jednu jedinou zvláštní ještěrku.
Zpět ve vesnici poručík Bernie Ackerman umírá ve spánku, zatímco Dr. Reimer podlehne infarktu kvůli přílišné dávce amfetaminu a jiných léků, kterými se udržoval vzhůru. Navzdory všemu úsilí Carterová a Jackson několikrát málem usnou a musí se navzájem udržovat vzhůru. Po několika hodinách úplného vyčerpání přichází lékařský tým ze Země, který uzavírá nemocné do karanténových kontejnerů. Carterová se pokusí jim říci o jejich stavu, ale je příliš vyčerpaná, aby mohla mluvit.
V jeskyni Mitchell a Teal'c nakonec dohoní a chytí ještěrku. Mitchell se zhroutí a není schopný vstát. Teal'c je přinucen Mitchella opustit a dojde až k vchodu jeskyně, kde se také zhroutí. Lékařský tým přichází a Teal'ca s Mitchellem zachrání.
Zpět na Zemi, kde jsou všichni členové týmu uzdraveni, se mluví o tom, jak lékařské týmy syntetizovaly lék z ještěrky a jak Carterová a Jackson objevili další vodítko k nalezení Merlinovy zbraně - Atlantidu. Náhle se spustí poplach v místnosti s bránou a během cesty k ní se SG-1 dozví, že poplach způsobila Vala, která požaduje, aby jí vytočli bránu, protože chce odejít. Generál Hank Landry však informuje Valu, že prošla testem a že Woolseyho nabída byla jeho součástí.